# Eupsilia quadrilinea
Eupsilia quadrilinea là một loài bướm đêm trong họ Noctuidae.